# 巴西兰省
巴西兰省 （Basilan）是菲律賓的一個島嶼省份，位於民答那峨穆斯林自治區 (ARMM)。巴西蘭省首府是伊莎貝拉市，位於三寶顏半島外海的南方，也是蘇祿群島主要島嶼中最北的一個省份。
2014年5月22日晚，一對中國籍母女在省首府的一家酒吧懷疑被菲律賓恐怖組織阿布沙耶夫綁走。